# Fontána (Duchamp)
Fontána (anglicky Fountain) je socha ve stylu readymade, kterou roku 1917 vytvořil Marcel Duchamp: šlo o porcelánový pisoár obrácený do pozice zadní stranou dolů a podepsaný R.Mutt. Duchamp tento sériový výrobek zaslal v dubnu 1917 na první výstavu Společnosti nezávislých umělců (Society of Independent Artists), která se měla konat budově The Grand Central Palace v New Yorku. Výbor výstavy Fontánu neodmítl, protože pravidla společnosti zakazovala odmítnout dílo umělce, který zaplatil členský poplatek, ale dílo stejně nebylo vystaveno. Později bylo vyfotografováno ve studiu Alfreda Stieglitze a fotografie uveřejněna v uměleckém časopise The Blind Man. Originál Fontány byl ztracen, ale v 50. a 60. letech 20. století nechal Duchamp vyrobit šestnáct replik.
Historikové a teoretici umění považují Fontánu za přelomové dílo umění 20. století. Roku 2004 je 500 vybraných britských profesionálů v oblasti umění odhlasovalo jako nejvlivnější umělecké dílo 20. století. Druhé místo získaly Picassovy Avignonské slečny (1907) a třetí Warholův Marilyn Diptych (1962). Noviny The Independent v únoru 2008 napsaly, že tímto jediným dílem Duchamp vynalezl konceptuální umění a „navždy uvolnil tradiční spojení mezi umělcovou prací a hodnotou jeho díla“.
Podle výzkumu britského historika Glyna Thompsona byla Fontána původně nápadem německé dadaistky Else von Freytag-Loringhovenové, který si Duchamp přisvojil a vydával za vlastní.